# Olof Hammarsten

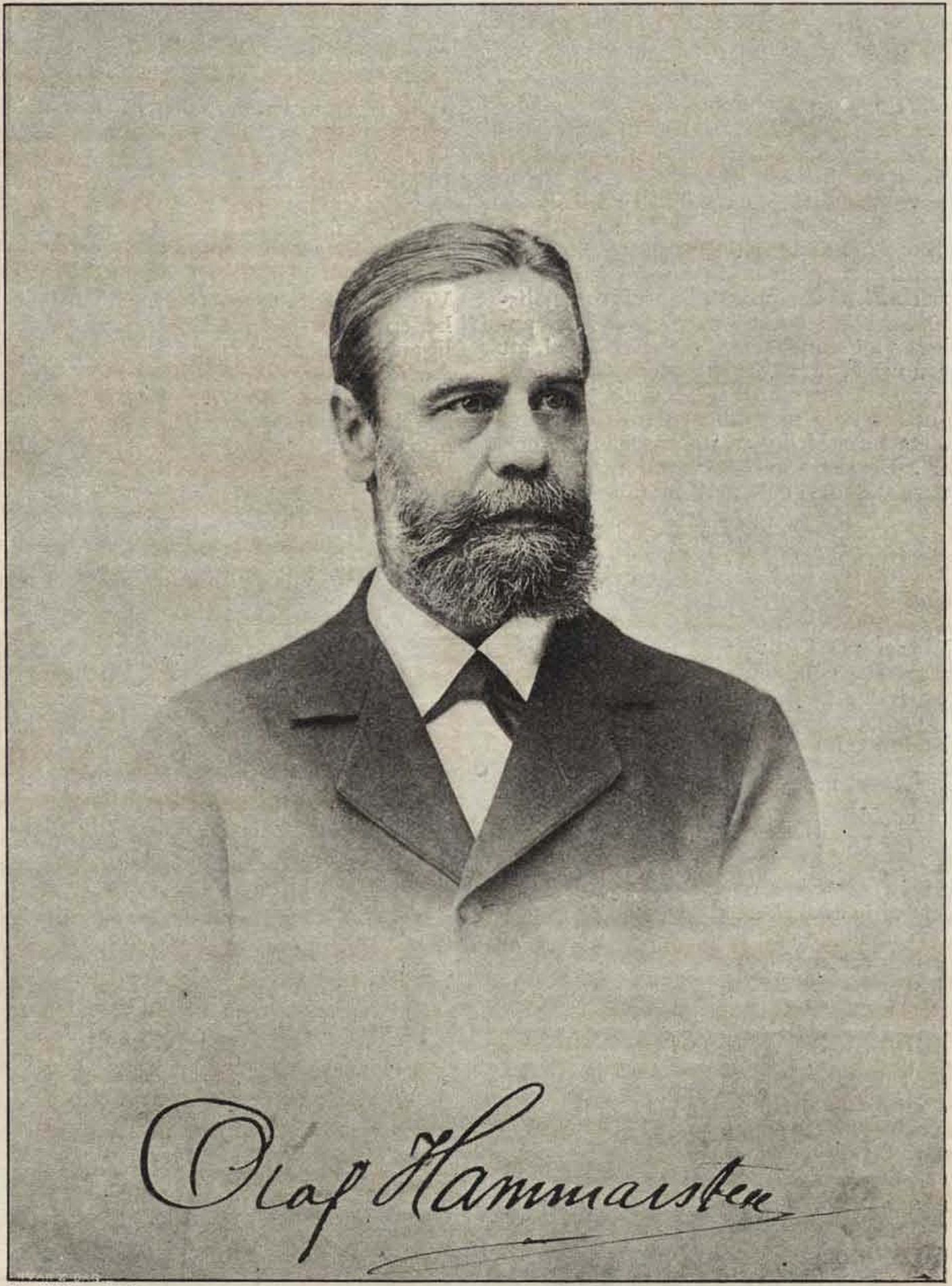
Olof Hammarsten (1901)

Olof Hammarsten (* 21. August 1841 in Norrköping; † 21. September 1932 in Uppsala) war ein schwedischer Mediziner, Physiologe und Biochemiker. Neben seiner umfangreichen Lehr- und Forschungstätigkeit war Hammarsten von 1901 bis 1905 Rektor der Universität Uppsala und von 1905 bis 1926 Mitglied des Nobelkomitees für Chemie.

## Leben und Wirken
Olof Hammarsten begann am 22. Mai 1861 sein Studium der Medizin an der Universität Uppsala, wurde daselbst am 29. Mai 1866 Med. cand. und am 6. März 1869 Med. lic. Noch im selben Jahr erlangte er seinen Doktor der Medizin und Physiologie und war anschließend Assistent am Labor für klinische Chemie an der Universität Uppsala. Am 24. Januar 1873 wurde er Assistenzprofessor für medizinische und physiologische Chemie, am 1. Juni 1877 erfolgte die Berufung zum außerordentlichen Professor für Medizin und am 16. November 1883 zum ordentlichen Professor für medizinische und physiologische Chemie. Bereits seit dem 1. Juni 1893 war Hammarsten Prorektor der Universität Uppsala und wurde am 1. Juni 1901 zum Rektor der Universität ernannt. Seine Pensionierung als Professor und Rektor erfolgte am 31. Mai 1905.
Hammarsten war Mitglied der Königlichen Gesellschaft der Wissenschaften in Uppsala (1878), der Königlich Schwedischen Akademie der Wissenschaften (1881), der Königlichen Wissenschafts- und Literaturgesellschaft in Göteborg (1895, Ehrenmitglied 1907) und der Königlich Physiographischen Gesellschaft in Lund (1900, Ehrenmitglied 1916). Seit 1892 war er auswärtiges Mitglied der Königlich Dänischen Akademie der Wissenschaften. Am 28. Mai 1919 wurde er in die Deutsche Akademie der Naturforscher Leopoldina für die Fachsektion Chemie und die Fachsektion Physiologie gewählt (Matrikelnummer 3419). 1901 erhielt er die Berzelius-Medaille, 1903 den Björkénska-Preis und 1926 die Gustaf-Adolf-Medaille verliehen.
Olof Hammarsten war von 1905 bis 1926 Mitglied des Nobelkomitees für Chemie. Er selbst wurde für den Nobelpreis für Physiologie oder Medizin nominiert 1907 von E. Riegler, 1910 von Leon Paweł Marchlewski und Walery Jaworski, 1912 von W. Gulowitsch und 1913 von E. Riegler, W. Reiss, Leon Paweł Marchlewski und Napoleon Cybulski. Nach seiner Zeit im Nobelkomitee wurde er 1927 von Ernst Vahlen für den Nobelpreis für Chemie vorgeschlagen.

## Familie
Olof Hammarstens Eltern waren der Reeder Per Wilhelm Hammarsten und Ulrika Fredrika Palm. Verheiratet war Olof Hammarsten seit dem 8. November 1870 mit Olivia Charlotta Glas (1845–1891), Tochter des Mediziners Olof Glas (1812–1880) und Gustava Charlotta Winblad von Walter (1815–1880). Zusammen hatten sie eine Tochter, Matilda Gustava Charlotta Hammarsten (1871–1929). Sein Bruder, der Priester Fredrik Hammarsten (1846–1922), war der Vater des Chemikers Einar Hammarsten (1889–1968) und der Grafikerin Signe Hammarsten-Jansson (1882–1970). Seine Schwester war die Schriftstellerin Fredrika Wilhelmina (Wilma) Lindhé (1838–1922).

## Werke (Auswahl)
Hammarsten veröffentlichte zahlreiche Aufsätze, vorwiegend in schwedischer und deutscher Sprache, zu verschiedenen Themen der Medizin, Physiologie und Biochemie. Besonders hervorzuheben sind seine Lehrbücher die in zahlreichen Auflagen und Sprachen erschienen:
- Lärobok i fysiologisk kemi och fysiologisk-kemisk analys. 2 Bände. W. Schultz Förlag, Uppsala 1883 (schwedisch).
- Kortfattad lärobok i farmaceutisk kemi. W. Schultz Förlag, Uppsala 1886 (schwedisch).
- Kortfattad lärobok i fysiologisk kemi. W. Schultz Förlag, Uppsala 1904 (schwedisch).